# Dakar
Dakar [ˈdakar, französisch daˈkaːr] 
ist die Hauptstadt Senegals und mit über 1.270.000 Einwohnern eine Millionenstadt, die als Ville de Dakar aus 19 Stadtbezirken im Status von Gemeinden besteht. Für die Stadt wurde das Département Dakar als eines von fünf Départements der Metropolregion Dakar geschaffen. Dakar liegt im zentralen Westen Senegals an der Spitze der Cap-Vert-Halbinsel und wurde als Hafenstadt an einer Bucht des Atlantischen Ozeans gegründet. Dakar ist die am weitesten westlich gelegene Stadt Kontinentalafrikas. Dakar ist Regionalpräfektur der Metropolregion, der bevölkerungsreichsten Region des Landes und sie ist traditionell die größte Stadt Senegals, verlor aber diesen Rang nach dem Ergebnis der Volkszählung 2013 vorübergehend an die Nachbarstadt Pikine. Dakar ist das bedeutendste Wirtschaftszentrum des Landes. Das Rathaus Hôtel de ville liegt im historischen Stadtzentrum im Stadtbezirk Dakar Plateau.

## Geographie

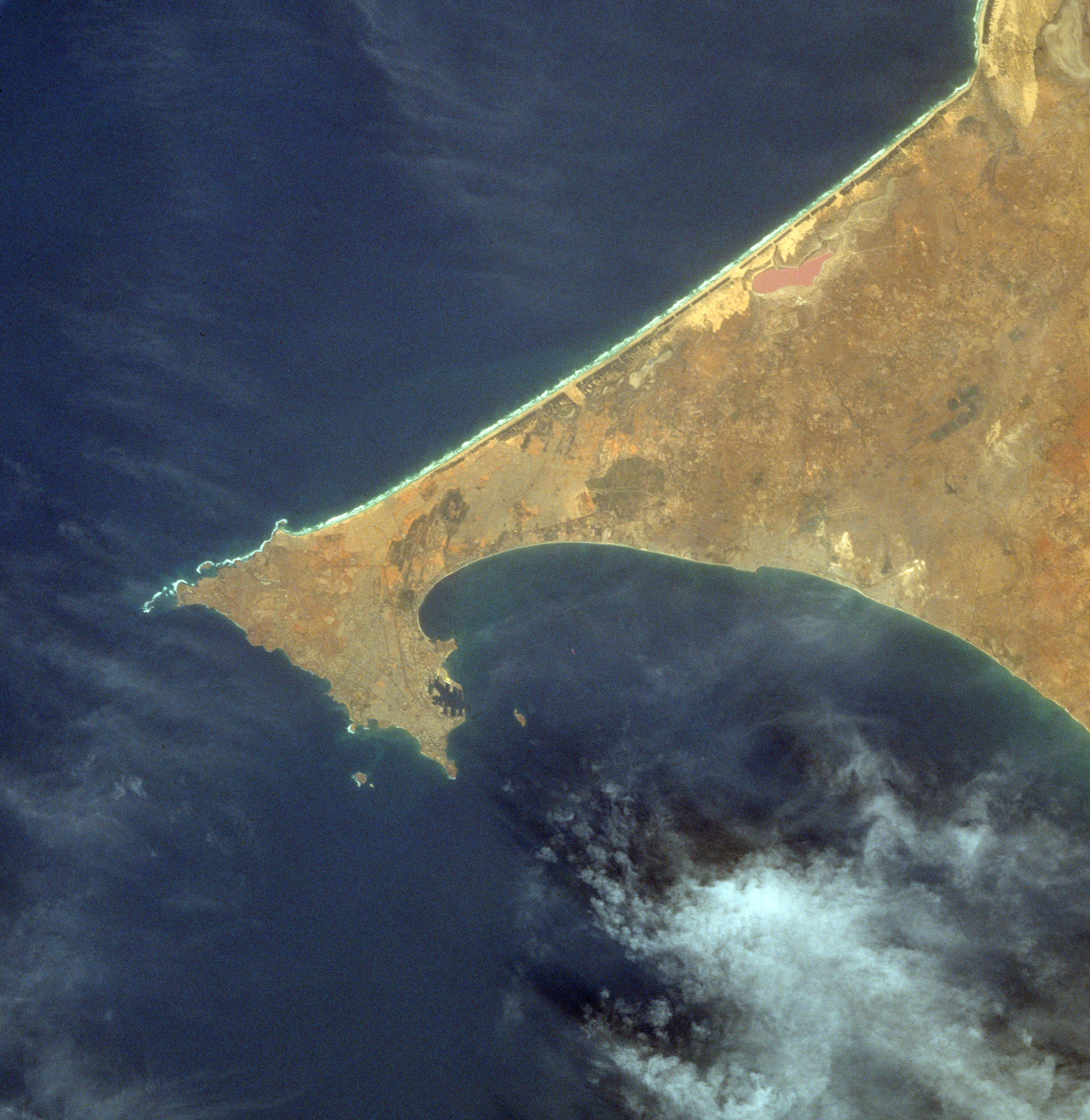
Blick aus dem All im Januar 1993

### Geographische Lage
Die Hafenstadt liegt am Atlantik. Sie erstreckt sich von der Halbinsel Cap Vert nach Süden bis zum Cap Manuel. Der Hafen von Dakar samt der Insel Gorée liegt, vor den Stürmen des Atlantiks abgeschirmt, in einer relativ geschützten Bucht.
Inzwischen nimmt die Stadt die ganze Cap-Vert-Halbinsel ein und ist damit die westlichste Stadt des afrikanischen Festlands.

### Topographie
Im westlichen Stadtgebiet liegen die beiden höchsten Erhebungen des westlichen Senegal, die bis zu 105 Meter hohen Basaltkegel von Les Mamelles. Auf dem westlichen und höheren der beiden steht der Phare des Mamelles, der älteste Leuchtturm des Landes. Die Westküste zwischen Cap Vert und Cap Manuel, die Corniche Ouest, ist vielfach eine schroffe Steilküste aus vulkanischem Gestein mit starker Brandung, jedoch gibt es auch einige geschützte Buchten wie die von Soumbedioune, wo ein Fischmarkt und ein Kunsthandwerkermarkt als touristische Attraktionen gelten.

### Klima
Dakar hat ein tropisches Klima mit zwei Jahreszeiten: die heiße und feuchte Jahreszeit (Regenzeit) geht von Juni bis Oktober und ist durch starke Regenfälle im August und September in Verbindung mit durchschnittlichen Temperaturen von 27 °C geprägt. Die etwas kühlere Jahreszeit von November bis Mai ist die Trockenzeit mit etwa 1 mm Niederschlag pro Monat.
Verglichen mit anderen Regionen Senegals sind diese Temperaturen sehr gemäßigt; sie liegen mitunter zehn Grad niedriger als sonst üblich, da, bedingt durch die Lage auf der Halbinsel, der Wind in der Stadt unabhängig von der Windrichtung immer über das Meer kommt.
|                       | Jan  | Feb  | Mär  | Apr  | Mai  | Jun  | Jul  | Aug   | Sep   | Okt  | Nov  | Dez  |   |       |
| Mittl. Tagesmax. (°C) | 25,0 | 24,6 | 25,0 | 25,3 | 26,3 | 28,9 | 30,0 | 30,1  | 30,4  | 30,4 | 29,0 | 26,5 | ⌀ | 27,6  |
| Mittl. Tagesmin. (°C) | 17,4 | 17,0 | 17,4 | 18,4 | 20,2 | 23,1 | 24,5 | 24,6  | 24,4  | 24,3 | 22,5 | 19,6 | ⌀ | 21,1  |
|                       |      |      |      |      |      |      |      |       |       |      |      |      |   |       |
| Niederschlag (mm)     | 2,1  | 1,3  | 0,0  | 0,0  | 0,0  | 10,2 | 83,4 | 184,0 | 156,5 | 51,6 | 2,6  | 2,6  | Σ | 494,3 |
|                       |      |      |      |      |      |      |      |       |       |      |      |      |   |       |
| Sonnenstunden (h/d)   | 7,9  | 8,7  | 9,2  | 9,6  | 9,4  | 8,4  | 7,5  | 7,2   | 7,3   | 8,3  | 8,3  | 7,7  | ⌀ | 8,3   |
|                       |      |      |      |      |      |      |      |       |       |      |      |      |   |       |
| Regentage (d)         | 0    | 0    | 0    | 0    | 0    | 1    | 4    | 9     | 8     | 2    | 0    | 0    | Σ | 24    |
|                       |      |      |      |      |      |      |      |       |       |      |      |      |   |       |
| Wassertemperatur (°C) | 21   | 20   | 20   | 21   | 23   | 25   | 27   | 27    | 27    | 27   | 27   | 24   | ⌀ | 24,1  |
|                       |      |      |      |      |      |      |      |       |       |      |      |      |   |       |
| Luftfeuchtigkeit (%)  | 69   | 75   | 76   | 79   | 79   | 78   | 77   | 79    | 81    | 79   | 74   | 66   | ⌀ | 76    |

| 17,4 |

| 17,0 |

| 17,4 |

| 18,4 |

| 20,2 |

| 23,1 |

| 24,5 |

| 24,6 |

| 24,4 |

| 24,3 |

| 22,5 |

| 19,6 |

| 17,4 |

| 17,0 |

| 17,4 |

| 18,4 |

| 20,2 |

| 23,1 |

| 24,5 |

| 24,6 |

| 24,4 |

| 24,3 |

| 22,5 |

| 19,6 |

## Geschichte

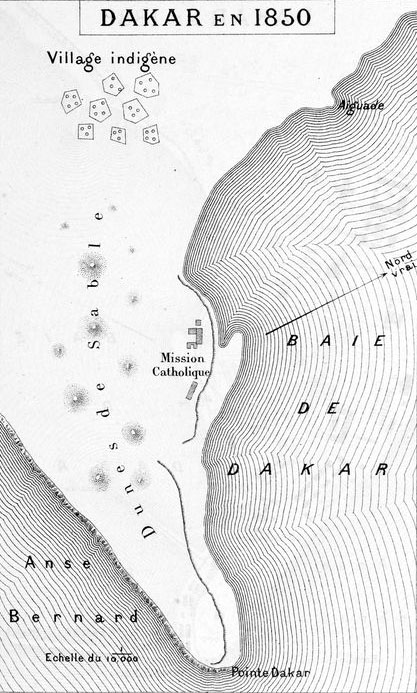
Dakar im Jahre 1850

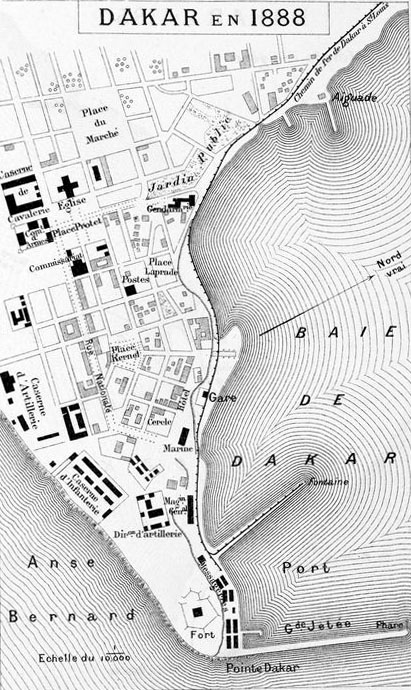
Dakar im Jahre 1888

Im Jahre 1444 entdeckte der portugiesische Seefahrer Dinis Dias die etwa 100 km² messende Halbinsel Cabo Verde, die von der Fischfang treibenden Ethnie der Lébou besiedelt war. Erster europäischer Stützpunkt wurde die Insel Gorée in der Bucht von Dakar. Zwischen 1580 und 1814 wechselte die Insel fünfzehnmal den Besitzer: Niederländer, Franzosen und Briten wechselten sich ab.
Die Insel wurde zeitweise als ein Hauptumschlagsplatz im Atlantischen Sklavenhandel dargestellt. Inzwischen ist klar, dass sie diese Bedeutung für den Sklavenhandel nie hatte. Gleichwohl existiert auf Gorée weiterhin das Maison des Esclaves, das Haus der Sklaven, welches als Museum dient und das Leiden der Sklaven sehr anschaulich wiedergibt.
1750 erscheint zum ersten Mal die Bezeichnung Dakar auf einer handgezeichneten Karte des französischen Naturforschers Michel Adanson.
Die Stadt Dakar entstand rund um ein französisches Fort. Sie wurde 1857 gegründet, als Einwohner von der nahen Insel Gorée kamen. Sie wuchs als Hafen und rund um die Eisenbahnstrecke nach Saint-Louis (1885), die heute nur noch für spezielle Exkursionen genutzt wird. Später wurde die Stadt Flottenstützpunkt und löste schließlich 1895 Saint-Louis als Hauptstadt von Französisch-Westafrika ab. 1887 wurde Dakar neben Gorée, Rufisque und St. Louis zu einer der Quatre Communes, was in weiterer Folge die Einwohner dieser Städte zu französischen Bürgern machte. 1902 wurde Dakar Hauptsitz der Verwaltung von Französisch-Westafrika. Der erste schwarze Bürgermeister war Blaise Diagne (1924–1934). In den Jahren 1959 bis 1960 war Dakar die Hauptstadt der kurzlebigen Mali-Föderation, danach die Hauptstadt von Senegal.
Am 8. Juli 1940 bombardierte Großbritannien Stellungen unter der Kontrolle des französischen Vichy-Regimes. Im September 1940 kam es zum Gefecht von Dakar, dem Versuch der Alliierten, den strategisch wichtigen Hafen von Französisch-Westafrika einzunehmen. Dabei wurden die angreifenden Alliierten zurückgeschlagen. In der Folge gelang jedoch den Truppen des Freien Frankreich im Oktober 1940 die Einnahme von Brazzaville.
1944 ermordeten französische Soldaten im Vorort Thiaroye Soldaten der Tirailleurs sénégalais. Das offizielle Frankreich gab lange nur 35 Tote zu. Im November 2014 anerkannte François Hollande im Namen Frankreichs die Zahl von mindestens 70 Toten, Historiker vermuten aber, dass die Zahl der Ermordeten des Thiaroye-Massakers bei 300 bis 400 liegen könnte.
1947 hatte Dakar nur rund 135.000 Einwohner. Die Zeitung Afrique nouvelle erschien unter der Leitung der Weißen Väter. Auch der ehemalige Nazi-Kollaborateur Maurice Voisin kam nach dem Krieg über Conakry nach Dakar und gab die kolonialistische, rassistische und antisemitische Zeitung Les Échos africains (ab 1950 Les Échos d’Afrique noire) heraus. Die Franzosen in Dakar hatten auch die Zeitung Réveil, die mit Voisin, der andere gerne beleidigte, hart ins Gericht ging.
Einen Entwicklungsschub brachte die Gründung des Instituts des Hautes Etudes, das 1957 zur Universität ausgebaut wurde. 1971 fand der afrikanische Gipfel von Dakar statt, bei dem Senegal mit anderen Staaten unter anderem die Zweistaatenlösung für Palästina/Israel forderte.
Unter dem Slogan „Y en a marre“ (Uns reichts) entstand zuletzt eine politische Jugendbewegung in Dakar.

## Bevölkerung
Volkszählungen ergaben für das Département jeweils folgende Einwohnerzahlen:
| Jahr | Einwohner |
| ---- | --------- |
| 1955 | 231.000   |
| 1960 | 302.920   |
| 1976 | 514.656   |
| 1988 | 686.999   |
| 2002 | 955.897   |
| 2013 | 1.146.052 |
| 2023 | 1.278.469 |

1926 hatte Dakar noch 40.000 Einwohner und 1945 waren es 132.000.
Für die Einwohnerzahlen der Metropolregion siehe Region Dakar.

## Gliederung

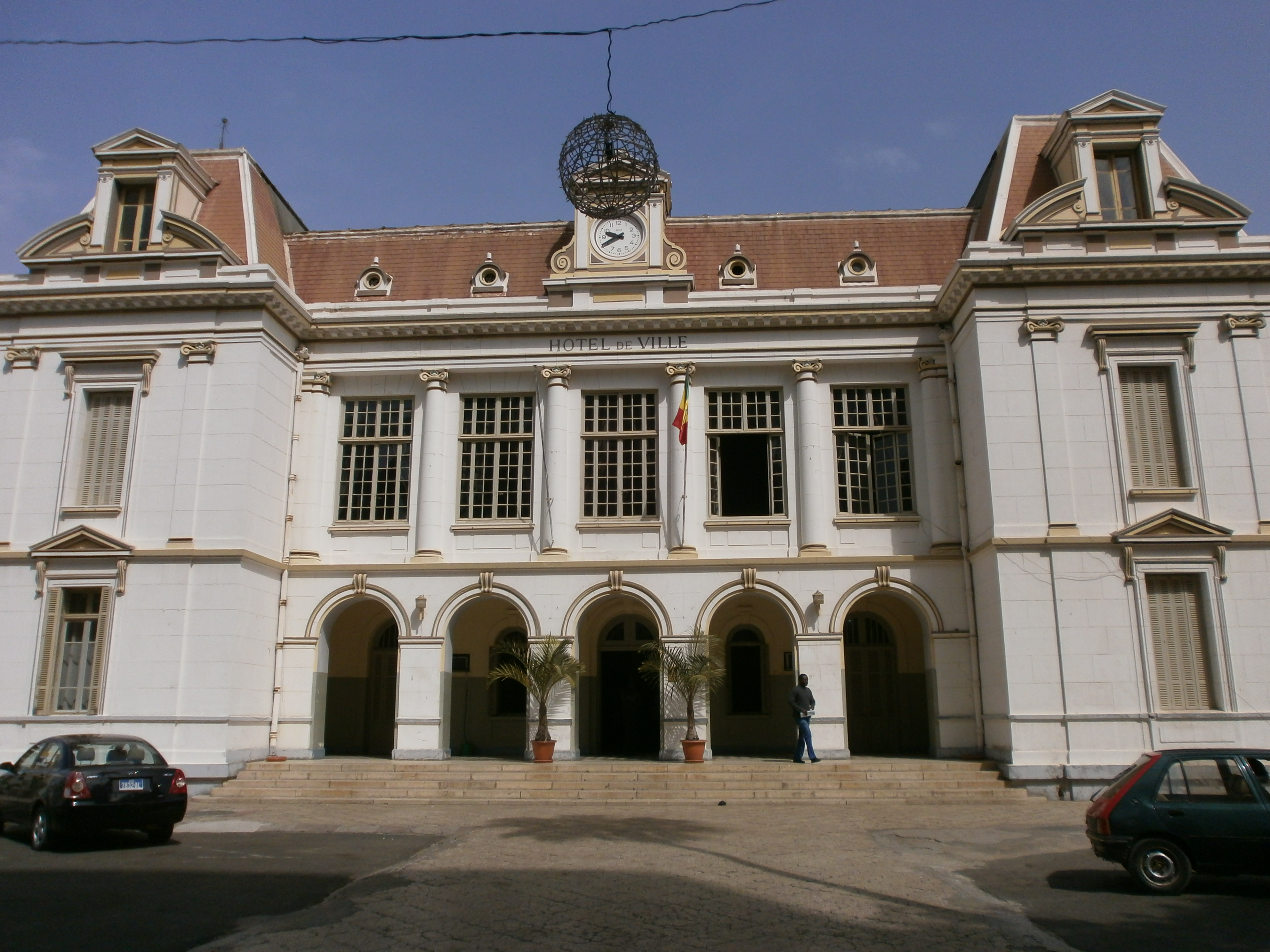
Rathaus

Die 19 Stadtbezirke in Dakar

Die Großstadt Ville de Dakar besteht aus 19 Stadtbezirken, die jeweils den Status einer Gemeinde (commune) haben. Das für die Stadt eingerichtete Département Dakar ist organisatorisch in vier Arrondissements gegliedert, unter denen die 19 Stadtbezirke aufgeteilt sind.
| Teilgebiet                             | Fläche km² | Einwohner 2002 | Einwohner 2013 | Einwohner 2023 |
| -------------------------------------- | ---------- | -------------- | -------------- | -------------- |
| Arrondissement de Dakar Plateau        | 14,426     | 235.551        | 189.485        | 198.528        |
| Gorée                                  | 0,182      | 979            | 1.680          | 1.691          |
| Dakar Plateau                          | 5,354      | 32.795         | 34.713         | 34.951         |
| Médina                                 | 2,339      | 129.470        | 81.982         | 82.544         |
| Gueule Tapée-Fass-Colobane             | 2,028      | 54.548         | 52.269         | 59.227         |
| Fann-Point E-Amitié                    | 4,523      | 17.759         | 18.841         | 20.115         |
| Arrondissement de Grand Dakar          | 20,910     | 269.519        | 306.726        | 331.046        |
| Grand Dakar                            | 1,039      | 64.290         | 47.012         | 47.334         |
| Biscuiterie                            | 1,215      | 50.597         | 68.547         | 74.025         |
| HLM                                    | 1,740      | 41.523         | 39.126         | 42.975         |
| Hann-Bel Air                           | 12,390     | 35.768         | 67.961         | 86.908         |
| Sicap-Liberté                          | 3,183      | 41.889         | 47.164         | 41.079         |
| Dieuppeul-Derklé                       | 1,343      | 35.452         | 36.917         | 38.725         |
| Arrondissement des Almadies            | 28,984     | 130.134        | 211.314        | 276.196        |
| Ouakam                                 | 5,472      | 43.188         | 74.692         | 100.541        |
| Ngor                                   | 4,377      | 10.309         | 17.383         | 17.706         |
| Yoff                                   | 14,580     | 53.035         | 89.442         | 119.351        |
| Mermoz-Sacré Cœur                      | 4,555      | 23.602         | 29.798         | 38.598         |
| Arrondissement des Parcelles Assainies | 15,308     | 320.693        | 438.527        | 472.699        |
| Grand Yoff                             | 6,241      | 128.740        | 185.503        | 186.775        |
| Patte d’Oie                            | 3,201      | 27.114         | 41.106         | 46.821         |
| Parcelles Assainies                    | 3,892      | 127.947        | 159.498        | 167.671        |
| Cambérène                              | 1,974      | 36.892         | 52.420         | 71.432         |
| Ville de Dakar zusammen                | 79,628     | 955.897        | 1.146.053      | 1.278.469      |

Der bevölkerungsstärkste Stadtbezirk ist Grand Yoff im Norden; zu dem benachbarten Stadtbezirk Yoff gehörte der Flughafen Dakar. In Dakar Plateau im Süden konzentrieren sich die wirtschaftlichen Aktivitäten und die meisten Institutionen. Touristische Zentren sind Ngor am Pointe des Almadies im Nordwesten und die Insel Gorée im Südosten.

## Religion
Die meisten Bewohner sind Muslime. Dakar ist Sitz des 1955 geschaffenen katholischen Erzbistums Dakar; die Kathedrale von Dakar liegt am Boulevard de la République. 2019 wurde mit der Massalikoul-Djinane-Moschee die größte Moschee Westafrikas eingeweiht.

## Städtepartnerschaften
Dakar ist Mitglied der Internationalen Vereinigung der Partnerstädte und unterhält Städtepartnerschaften mit folgenden Städten:
- Baku (Aserbaidschan)
- Bamako (Mali)
- Banjul (Gambia)
- Bissau (Guinea-Bissau)
- Brazzaville (Republik Kongo)
- Casablanca (Marokko)
- Douala (Kamerun)
- Kinshasa (Demokratische Republik Kongo)
- Marseille (Frankreich)
- Mailand (Italien)
- Oran (Algerien)
- Algier, (Algerien)
- Ostjerusalem (Palästina)
- Niamey (Niger)
- Praia (Kap Verde)
- Rosario (Argentinien)
- Sfax (Tunesien)
- Taipeh (Republik China (Taiwan))
- Washington, D.C. (Vereinigte Staaten)

## Stadtbild und Sehenswürdigkeiten

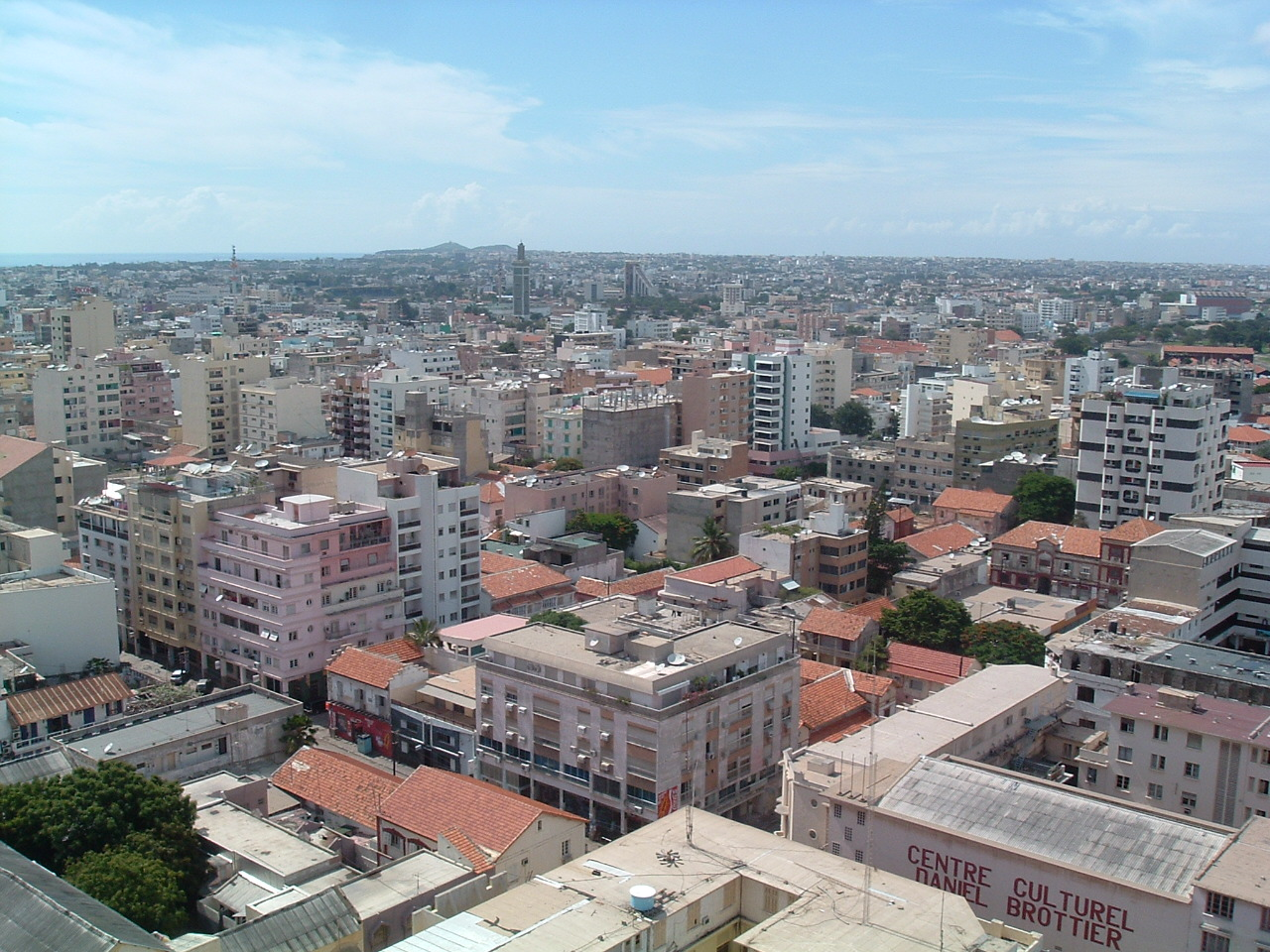
Blick auf Dakar

Erwähnenswert sind das Monument de la Renaissance africaine in unmittelbarer Nähe zur Großen Moschee und das historische Zentrum im Umfeld der Place de l’Independance sowie der Überseehafen, von dem aus die 15-minütige Überfahrt zur ehemaligen Sklaveninsel Gorée möglich ist.
Die römisch-katholische Kathedrale wurde 1936 geweiht.
Interessant sind auch Wanderungen entlang der Felsenküste und der Ausblick vom Leuchtturm von Dakar.

## Wirtschaft und Infrastruktur

### Wirtschaft

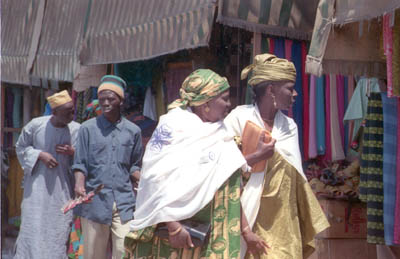
Ein Markt in Dakar

Dakar hat eine ausgeprägte Nahrungsmittel-, Kunststoff-, Textil-, Holz- und Möbelindustrie und besitzt eine Ölraffinerie sowie einen Überseehafen. Vor allem die Textilindustrie des Landes leidet unter den Billigimporten aus China. Von den zehn umsatzstärksten Unternehmen Senegals haben Sonatel, Total Sénégal, International Trading Oil and Commodities, Senelec, Sonatel mobiles, Shell Sénégal, Suneor, Air Sénégal sowie Sococim Industries ihren Sitz in Dakar. Außerdem ist Dakar Sitz der GMD (Grands Moulins de Dakar, Getreideverarbeitung).
In einer Rangliste der Städte nach ihrer Lebensqualität belegte Dakar im Jahre 2018 den 163. Platz unter 231 untersuchten Städten weltweit. Sie ist damit zwar im weltweiten Vergleich niedrig, jedoch besser als in anderen afrikanischen Hauptstädten.

### Internationale Organisationen
Dakar ist Sitz des UN-Büros für Westafrika und den Sahel (UNOWAS), der Société des Brasseries de l’Ouest Africain (SOBOA) und der Westafrikanischen Zentralbank (BCEAO).

### Verkehr
In Dakar treffen drei transafrikanische Straßenrouten zusammen:
- Trans-African Highway  (TAH 1), Kairo-Dakar-Highway
- Trans-African Highway  (TAH 5), Dakar-N’Djamena-Highway
- Trans-African Highway  (TAH 7), Dakar-Lagos-Highway

Die Verkehrssituation von Dakar wird geprägt durch die geographische Lage der Metropole am äußersten Ende der Cap-Vert-Halbinsel und ihr Wachstum rund um den dort gelegenen Überseehafen. Der Landverbindung mit dem Binnenland ist kilometerlang auf den Isthmus der Halbinsel konzentriert. Da die Nationalstraße N 1 für das wachsende Verkehrsaufkommen immer mehr zum Nadelöhr wurde, sollte ein Autobahnbau dem chronischen Verkehrsstau im West-Ost-Verkehr abhelfen. Seit 2013 wird die Verkehrssituation durch die Autoroute 1 entlastet, die als Stadtautobahn im Stadtzentrum beginnt und als Mautstrecke seit 2016 über den internationalen Flughafen und Thiès bis zur Pilgermetropole Touba im Osten reicht. Eine Abzweigung verbindet mit der Küstenstadt Mbour im Süden.

#### Eisenbahn

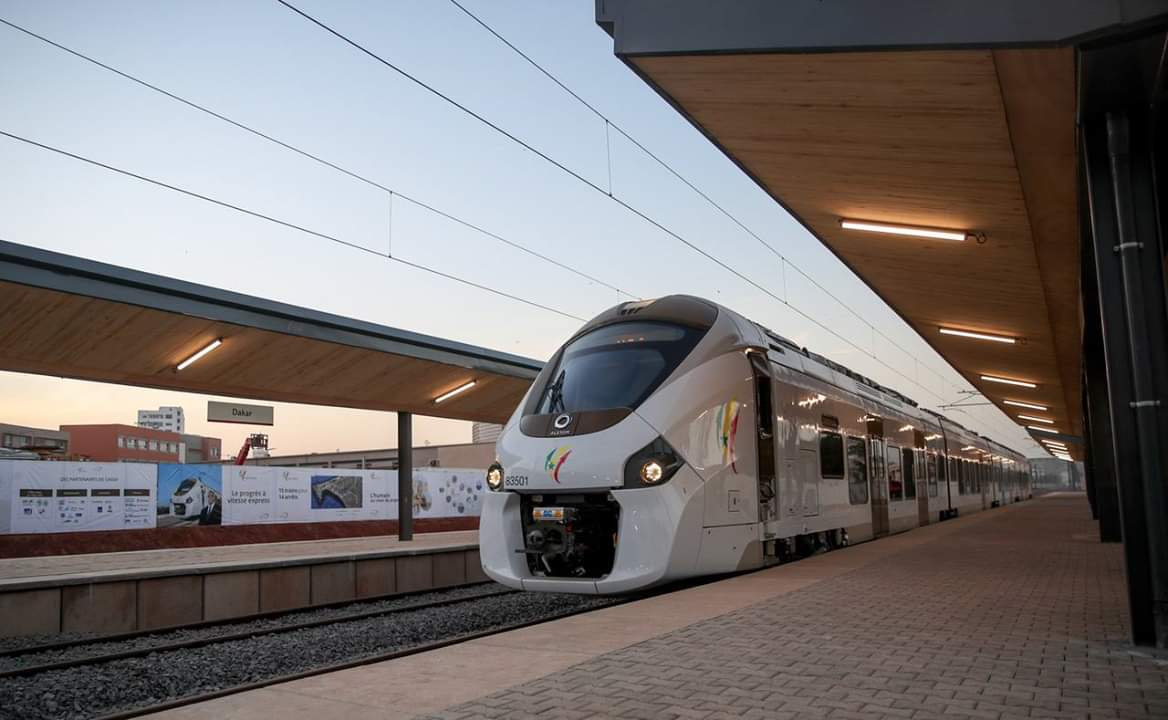
Regionalzug in Dakar (2019)

Der Bahnhof Dakar in der Nähe von Stadtzentrum und Hafen ist Ausgangspunkt für eine durchgängige Eisenbahntrasse der Bahnstrecke Dakar–Niger nach Bamako in Mali.

#### Flughafen
Südöstlich von Dakar, in 47 Kilometer Entfernung vom Stadtzentrum, wurde am 7. Dezember 2017 der neue internationale Flughafen Dakar-Blaise Diagne mit einer geplanten Kapazität von drei Millionen Passagieren pro Jahr eröffnet. Er ersetzt den bisherigen Flughafen.
Große Bedeutung hatte der Flugplatz Ouakam bei Dakar für den internationalen Luftverkehr im ersten Drittel des 20. Jahrhunderts, denn in den 1920er- und 1930er-Jahren mussten Flugzeuge, die von Europa nach Südamerika unterwegs waren, entweder in Saint-Louis oder hier zum Auftanken zwischenlanden. Als Ouakam im Zweiten Weltkrieg zu klein wurde, wurde nördlich davon im Juni 1944 der internationale Flughafen Dakar-Yoff eröffnet. Er lag 15 Kilometer vom Stadtzentrum entfernt und wurde von einem Dutzend ausländischer Fluggesellschaften angeflogen. Auch der erste kommerzielle Flug der Air France mit dem Überschallverkehrsflugzeug Concorde, der im Jahr 1976 von Paris nach Rio de Janeiro führte, hatte einen Zwischenstopp in Dakar. 1996 erfolgte die Umbenennung in Flughafen Dakar-Léopold Sédar Senghor.

#### Hafen
Der Port Autonome de Dakar ist der wichtigste Seehafen Senegals und einer der größten Tiefwasserhäfen an der westafrikanischen Küste. Das Hafengebiet grenzt direkt an das historische Stadtzentrum, erstreckt sich mit Hafenbecken und Kaianlagen über rund 3,50 km², und die direkt angrenzende Nationalstraße N 1 und die mautpflichtigen Autoroute 1 verbinden ihn mit dem Hinterland. Auch die Bahnstrecke Dakar–Niger beginnt hier, am Gare de Dakar. Industriegleise führen direkt zu einigen Kaianlagen.
Im Mai 2010 wurde im Hafen von Dakar ein neues Fährterminal für den Schiffsverkehr ins Ausland, nach Ziguinchor und auf die Insel Gorée eröffnet. Die Kosten des Neubaus beliefen sich auf 1,6 Milliarden CFA-Francs (etwa 2,4 Millionen Euro).

## Kultur

### Medien
Die staatliche RTS hat ihren Sitz in Dakar und sendet von dort ihre zwei Fernsehprogramme (RTS 1 und RTS 2) sowie zahlreiche Hörfunkprogramme, darunter Dakar FM und Radio Sénégal International. Private Hörfunkstationen sind Sud FM, Nostalgie, Rfm, Walf FM und Sept FM. Seit 2003 existiert der private Fernsehsender 2sTV.
Tageszeitungen, die in Dakar erscheinen, sind Le Soleil, Sud Quotidien, Wal Fadjri, Le Quotidien sowie Le Matin.

### Bildung
Dakar besitzt die Université Cheikh Anta Diop de Dakar (gegründet 1957), außerdem sitzt hier das Institut Fondamental d’Afrique Noire (IFAN). Es gibt einige Forschungsinstitute und Museen, unter anderem das Meeresbiologische Museum auf der ehemaligen Sklaveninsel Gorée, welches der Universität angeschlossen ist, sowie einige Kulturinstitute wie das ehemalige Centre Culturel Français oder das Zentrum Douta Seck in der Médina.

### Theater
Das Théâtre National Daniel Sorano (benannt nach Daniel Sorano, einem aus Saint-Louis stammenden Schauspieler, der in den 1950er Jahren an der Comédie-Française engagiert war). Geboten werden Theaterstücke, Konzerte und traditionelle Tänze.

### Museen
Die wichtigsten Museen Dakars sind:
- Musée d’Art Africain (Museum für Afrikanische Kunst)
- Das historische Museum von Gorée (Musée Historique de Gorée) in einem alten Fort präsentiert die Geschichte Senegals seit der Vorgeschichte.
- Das Haus der Sklaven (Maison des Esclaves) ebenfalls auf Gorée befindet sich in einem aus dem Jahr 1784 stammenden Gebäude.
- Das Museum der Frau (Musée de la Femme) Henriette Bathily widmet sich den Frauen Senegals.
- Im meereskundlichen Museum (Musée de la Mer) liegt das Schwergewicht auf den Themen Meer, Fischerei und Fische.
- Galerie Antenna widmet sich der afrikanischen Kunst: man findet traditionelle Masken, Statuen, Perlen und Stoffe.
- Das Musée des civilisations noires besteht seit 2018.
- Das 2018 eröffnete Maison Ousmane Sow zeigt das Werk des Bildhauers Ousmane Sow.

### Sport
Die Stadt ist durch den Motorsport bekannt geworden als Zielort der früheren Rallye Dakar und des heutigen Africa Eco Race. Die Schlussetappe der Rallye Dakar fand bis 2007 und die Schlussetappe des Africa Eco Race findet seit 2009 um den Retba-See statt, einen roten Salzsee im Norden der Halbinsel Dakar.
Das Nationalstadion Stadion Léopold Sédar Senghor im Stadtteil Pule wurde 1985 eröffnet und fasst 60.000 Zuschauer. Es ist Heimspielort des Vereins ASC Jeanne d’Arc, der einer der ältesten und erfolgreichsten des Landes ist. Unter den zahlreichen Sportvereinen sind ASC Diaraf und US Gorée (Heimstadion beider Vereine Stade Demba Diop) wegen ihres Alters und ihrer Erfolge erwähnenswert. Dakar war nach dem Ersten Weltkrieg Ausgangsort des Fußballsports in Französisch-Westafrika und regelmäßiger Ausrichter der Finalspiele der Coupe d’AOF.
Für die senegalesische Form des Ringens, Lutte senegalaise genannt, war seit 2010 eine neue Austragungsstätte, die Arène Nationale de Lutte mit 25.000 Plätzen in Planung. Errichtet wurde sie in Pikine.

### Regelmäßige Veranstaltungen
Seit 1992 findet alle zwei Jahre im Mai und Juni die Biennale de l’art africain contemporain Dak’Art statt, die als bedeutendste Kunstveranstaltung Westafrikas gilt und Künstlern aus Senegal und zahlreichen Ländern Afrikas eine Bühne gibt.

### Sonstiges
Ein weiterer Höhepunkt im Kulturleben ist der Nachtklub von Youssou N’Dour – Thiossane –, wo der Künstler selbst ab den frühen Morgenstunden Konzerte gibt.

## Militär
Die Militärschule École militaire d'administration et des métiers techniques de l'intendance baptisée befindet sich in Dakar. In Dakar befindet sich auch das Musée des Forces armées du Sénégal.

## Persönlichkeiten
In der Liste von Persönlichkeiten der Stadt Dakar sind bekannte Söhne und Töchter sowie weitere, mit der Stadt verbundene Personen aufgeführt.